# Antillen-Kinnblattfledermaus
Die Antillen-Kinnblattfledermaus (Mormoops blainvillei) ist eine Fledermausart aus der Familie der Kinnblattfledermäuse (Mormoops), welche auf den Großen Antillen beheimatet ist. Mormoops blainvillii ist eine falsche, jedoch oft verwendete alternative Schreibweise.
Der Artzusatz im wissenschaftlichen Namen ehrt den französischen Naturforscher Henri Marie Ducrotay de Blainville.

## Beschreibung
Die Antillen-Kinnblattfledermaus ist mit einer Unterarmlänge von 44 bis 49 mm und einem durchschnittlichen Gewicht von 8,6 g die kleinere der beiden Arten der Gattung Mormoops. Bei Mormoops blainvillei ist die Verbindung zwischen den Ohren weniger auffällig als bei ihrer Schwesterart Mormoops megalophylla. Auffallend sind bei beiden Arten die lappenförmigen Auswüchse im Gesicht. Sowohl Mormoops blainvillei als auch M. megalophylla haben eine ungewöhnliche Schädelform, bei der die Schnauze nach oben gebogen ist. Stirn und Schnauze bilden dabei einen Winkel von beinahe 90°. Das Fell ist rötlich bis zimtfarben, mit einer Haarlänge von 6 bis 11 mm.

## Lebensweise
Die Antillen-Kinnblattfledermaus ist wie die meisten Fledermäuse nachtaktiv und ernährt sich von Insekten, wobei Falter bevorzugt erbeutet werden. Tagsüber hängen die Tiere in Kolonien von bis zum 15.000 Individuen in Höhlen. Nach Einbruch der Dunkelheit fliegt die Art erst relativ spät aus, wahrscheinlich überlappend mit der Hauptaktivitätszeit ihrer bevorzugten Beute, den Nachtfaltern. Bei der Jagd formen die Tiere mit ihrer Schwanzflughaut eine Tasche, mit der sie die Insekten im Flug in ihr Maul schaufeln. Im Verlauf der Nacht kehren die Tiere zwischen den Futtersuchflügen immer wieder in ihre Höhle zurück. Die Antillen-Kinnblattfledermaus ist monoöstrisch und bringt pro Jahr jeweils nur ein einziges Jungtier zur Welt. Die Paarungszeit findet im Januar und Februar statt, die Geburt im Juni. Im August und September werden die Jungtiere von der Mutter entwöhnt.

## Verbreitung und Lebensraum
Die Antillen-Kinnblattfledermaus kommt auf den Großen Antillen vor. Die IUCN schätzt die Art dank ihrer weiten Verbreitung und der vermutlich großen Populationen als ungefährdet ein.